# مسابقات قهرمانی جهان
مسابقات قهرمانی جهان (انگلیسی: World championship) به‌طور کلی یک رقابت ورزشی بین‌المللی است که به رقابت نخبگان ورزشی از سراسر جهان اشاره دارد و هر فرد یا گروه به نمایندگی از کشورش شرکت می‌کند و برنده آن دارای بالاترین دستاورد در آن ورزش خواهد شد.